# Conopidae

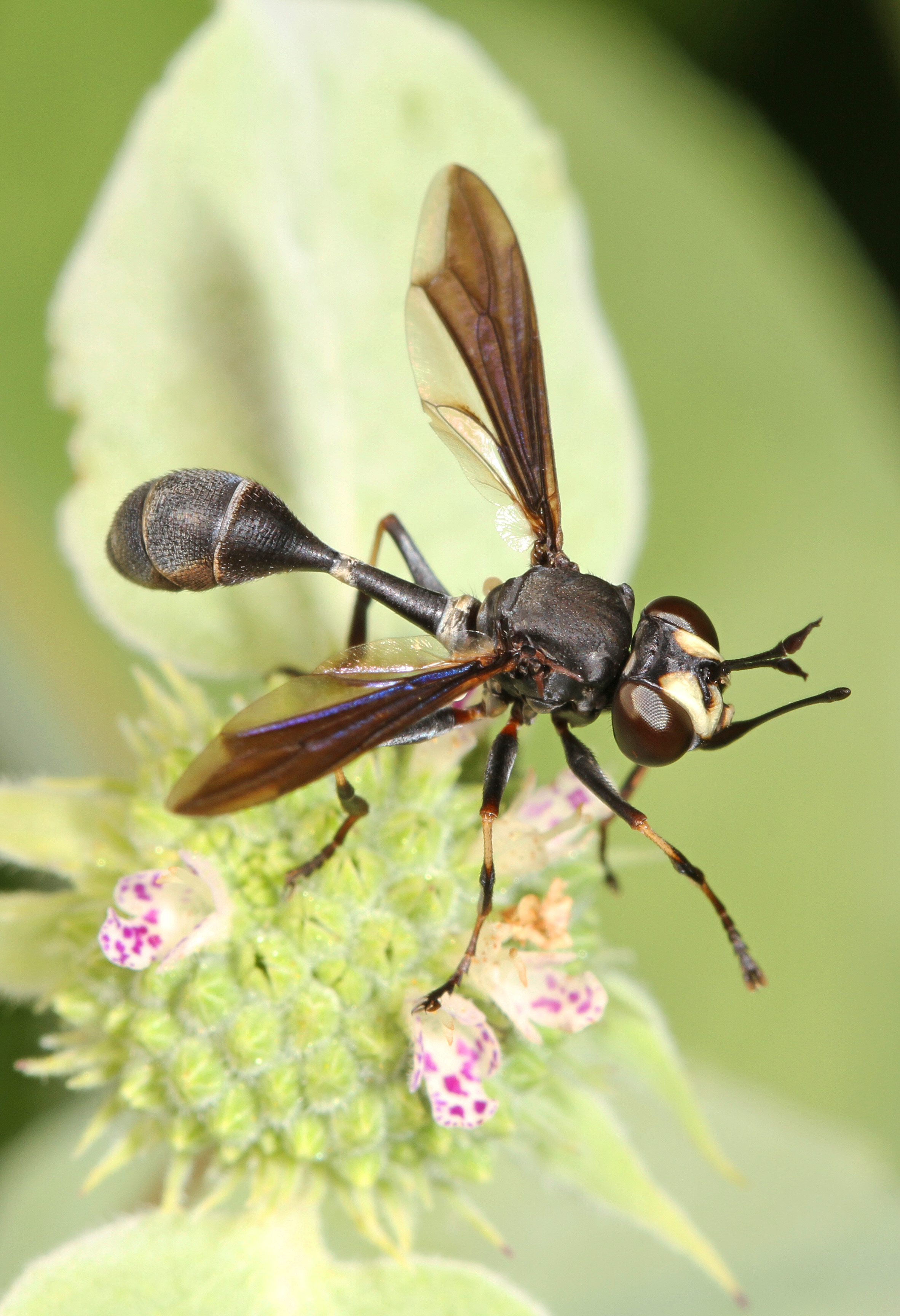
Physocephala tibialis

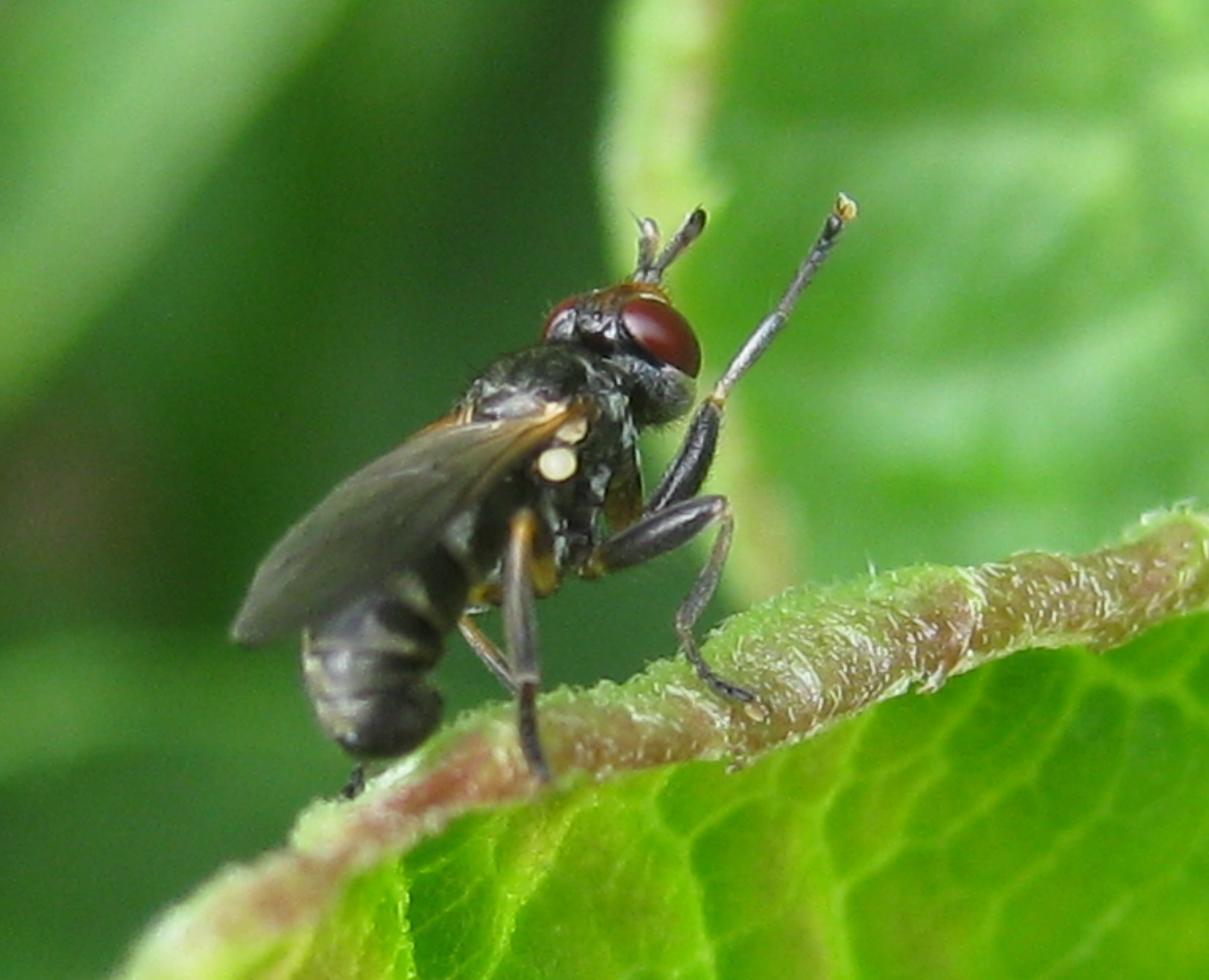
Thecophora sp.

Los conópidos (Conopidae) son una familia de dípteros braquíceros. Están distribuidos mundialmente excepto en los polos y muchas islas del Pacífico. La familia contiene alrededor de 800 especies en 52 géneros. La mayoría de los conópidos son negros y blancos o negros y amarillos y a menudo se asemejan a avispas o a moscas de la familia Syrphidae. La semejanza con las avispas es considerada como un caso de mimetismo batesiano.  Miden 3 a 20 mm, (la mayoría de 5 a 15 mm). Tienen la cabeza ancha. Algunas especies carecen de ocelos. Las antenas tienen tres segmentos, el tercero posee una arista. La probóscide es larga y delgada y a menudo articulada. Los órganos genitales externos son conspicuos en ambos sexos. 
Con frecuencia se los encuentra en las flores libando néctar. También están al acecho de sus víctimas, generalmente himenópteros que visitan flores.
Las larvas de conópidos son parasitoides internos, la mayoría son parasitoides de Hymenoptera, en particular de los del grupo Aculeata, avispas y abejas. Las hembras adultas son agresivas cuando atacan en vuelo a sus hospedantes para depositar sus huevos. El abdomen de las hembras está modificado, es como un abrelatas con el cual pueden separar los segmentos del abdomen de sus víctimas para insertar un huevo. La subfamilia Stylogastrinae, incluyendo el género Stylogaster, es algo diferente. El huevo tiene forma de arpón, capaz de perforar el tegumento del hospedante.
Algunas especies de Stylogaster son mutualistas con hormigas guerreras.
Algunos géneros: Conops, Dalmannia, Physocephala, Stylogaster, Myopa, Physoconops.

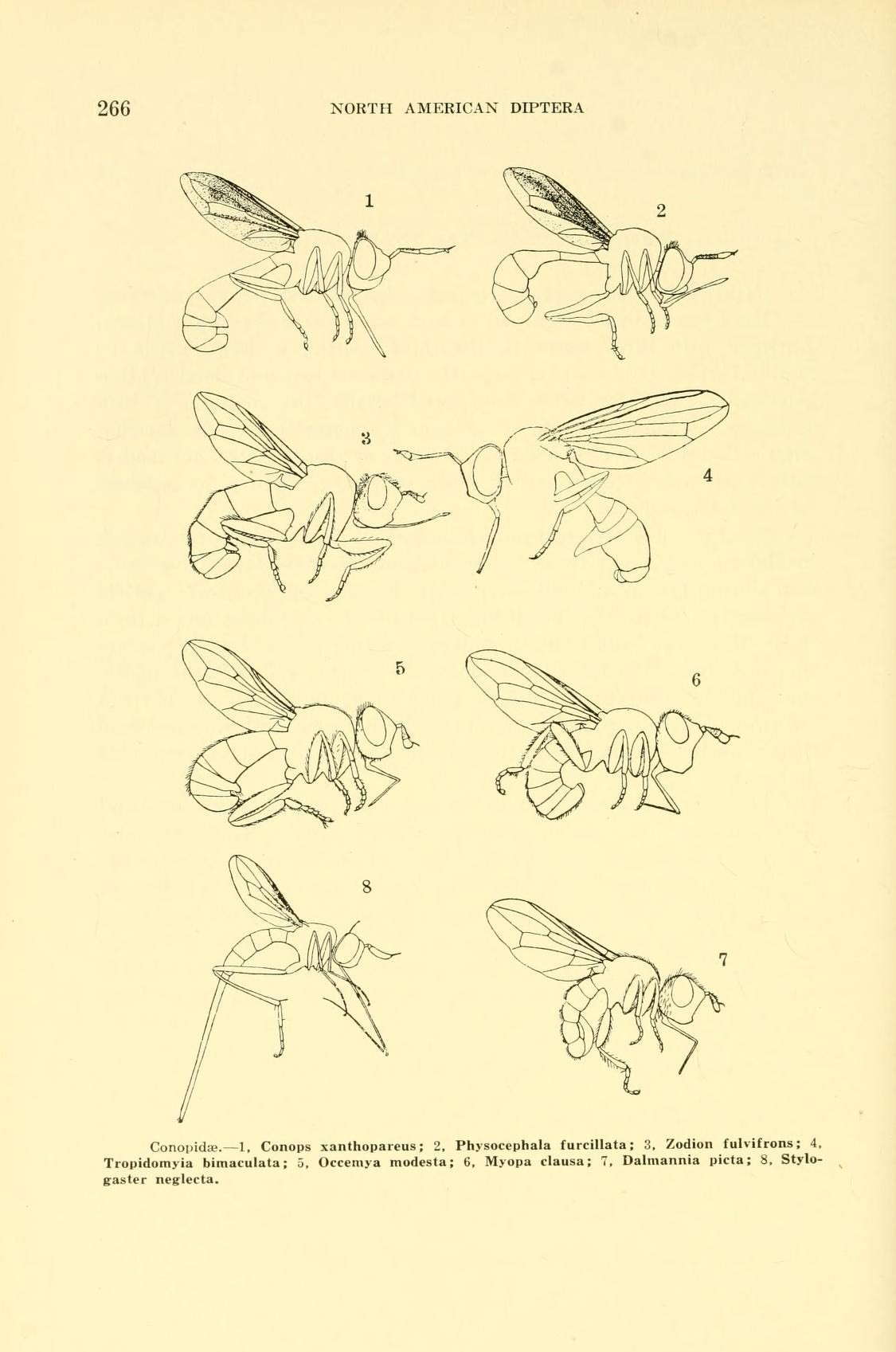
Morfología de Conopidae